# Life's a Bitch (Raven)
Life's a Bitch è il sesto album in studio del gruppo heavy metal inglese Raven, pubblicato nell'aprile 1987.

## Tracce
Lato 1
1. The Savage and the Hungry – 3:47
2. Pick Your Window – 3:29
3. Life's a Bitch – 3:47
4. Never Forgive – 4:38
5. Iron League – 3:21
6. On the Wings of an Eagle – 6:35

Lato 2
1. Overload – 4:18
2. You're a Liar – 2:39
3. Fuel to the Fire – 3:43
4. Only the Strong Survive – 3:45
5. Juggernaut – 5:08
6. Playing with the Razor – 3:21

## Formazione
- John Gallagher - basso, voce
- Mark Gallagher - chitarra
- Rob Hunter - batteria